# هيرويوكي تاكيدا
هيرويوكي تاكيدا (باليابانية: 武田 博行) (30 نوفمبر 1983 في آشيا في اليابان – )؛ هو لاعب كرة قدم ياباني سابق كان يلعب كحارس مرمى.

## وصلات خارجية
- هيرويوكي تاكيدا على موقع رابطة كرة القدم اليابانية للمحترفين (اليابانية)
- هيرويوكي تاكيدا على موقع قاعدة بيانات كرة القدم.إي يو (الإنجليزية)
- هيرويوكي تاكيدا على موقع Soccerway.com (الإنجليزية)
- هيرويوكي تاكيدا على موقع عالم كرة القدم.نت (الإنجليزية)